# Straight Shooter (Bad Company)
Straight Shooter  is het tweede studioalbum van de Britse rockband Bad Company. Hoewel dit tweede album in muzikaal opzicht niet veel onder doet voor het eerste album, zijn er minder exemplaren van verkocht.   

## Muzikanten
- Paul Rodgers – zang, gitaar, piano
- Mick Ralphs – sologitaar, keyboards
- Boz Burrell – bas
- Simon Kirke – drums

Bad Company bestond van 1973 tot 1986 uit de oorspronkelijke bezetting. In die samenstelling hebben ze zes studioalbums uitgebracht. Daarna hebben er tot op heden een groot aantal bezettingswisselingen plaatsgevonden. 

## Muziek
Het album bestaat evenals het voorgaande album uit rockmuziek met bluesinvloeden. De muziek is gepolijster en minder rauw dan de meeste (blues)rock. Het is daardoor toegankelijker voor een groter publiek. Op dit album staat een aantal rocknummers (o.a. Good lovin' gone bad en Deal with the preacher) en  een aantal ballads, waaronder Weep no more en Anna, die beide geschreven zijn door drummer Simon Kirke. De strijkinstrumenten op Weep no more zijn gespeeld door Jimi Horowitz. Shooting star gaat over een succesvolle muzikant die overlijdt aan drugs en alcohol. Dit kan betrekking hebben op Paul Kossoff (voormalige gitarist van Free) maar het kan ook slaan op Jimi Hendrix, Jim Morrison of Janis Joplin.

## Tracklijst

### Kant een
1. Good lovin' gone bad (Mick Ralphs) – 3:36
2. Feel like makin' love (Paul Rodgers en Mick Ralphs) – 5:12
3. Weep no more (Simon Kirke) – 3:59
4. Shooting star (Paul Rodgers) – 6:16

### Kant twee
1. Deal with the preacher (Paul Rodgers en Mick Ralphs) - 5:01
2. Wild fire woman (Paul Rodgers en Mick Ralphs) – 4:32
3. Anna (Simon Kirke) – 3:41
4. Call on me (Paul Rodgers) – 6:03

### Herziene versie (2015) met veertien bonustracks
1. Good lovin' gone bad – Mick Ralphs (alternatieve versie) – 3:21
2. Feel like makin' love – Paul Rodgers en Mick Ralphs (alternatieve versie) – 5:44
3. Weep no more – Simon Kirke (alternatieve, langzamere versie) – 5:07
4. Shooting star – Paul Rodgers (alternatieve versie) – 5:33
5. Deal with the preacher - Paul Rodgers en Mick Ralphs (eerdere versie) – 5:40
6. Anna – Simon Kirke (alternatieve versie) – 3:42
7. Call on me – Paul Rodgers (alternatieve versie) – 5:45
8. Easy on my soul – Paul Rodgers (langzamere versie) – 6:47
9. Whiskey bottle – Paul Rodgers, Mick Ralphs, Simon Kirke en Boz Burrell (langzamer versie) – 3:45
10. See the sunlight – Paul Rodgers en Mick Ralphs (niet eerder uitgebracht) – 4:40
11. All night long – Paul Rodgers (niet eerder uitgebracht) – 4:47
12. Wild fire woman – Paul Rodgers en Mick Ralphs (alternatieve versie) – 4:10
13. Feel like makin' love – Paul Rodgers en Mick Ralphs (alternatieve versie) – 5:52
14. Whiskey bottle – Paul Rodgers, Mick Ralphs, Simon Kirke en Boz Burrell (B-kant van single Good lovin' gone bad) – 3:48

## Album
Het album is opgenomen in Clearwell Castle in Gloucestershire in het Verenigd Koninkrijk. Bij de opnames werd gebruikgemaakt van de mobiele studio van Ronnie Lane (toenmalige bassist van de The Faces). Dit album werd onder meer in het Verenigd Koninkrijk,  Australië, Nieuw-Zeeland en Europa uitgebracht op Island Records en in landen zoals de Verenigde Staten en Canada op Swan Song Records, het label van Led Zeppelin. Dit was het eerste album  dat werd uitgebracht op Swan Song Records. Later werden er op dat label ook platen uitgebracht van onder meer Led Zeppelin, The Pretty Things, Ian Dury en Dave Edmunds. Island Records is een label afkomstig uit Jamaica en heeft onder meer albums uitgebracht van Bob Marley, Roxy Music en Grace Jones. Het album Straight Shooter is opgenomen in september 1974 en geproduceerd door de band zelf samen met de geluidstechnicus Ron Nevison.
Het album is vanaf 1987 ook op compact disc verkrijgbaar. De digitale remastering is uitgevoerd door George Marino. In 2015 is een heruitgave van dit album uitgebracht met veertien bonustracks. Er zijn twee singles verschenen die afkomstig zijn van dit album: Good lovin' gone bad en Feel like makin' love. Op de site van Discogs is de discografie van Straight Shooter te raadplegen.
De hoes is ontworpen door de Britse ontwerpgroep Hipgnosis, die onder meer ook albumhoezen heeft ontworpen voor Al Stewart, Pink Floyd en Wishbone Ash. Op de voorkant van Straight Shooter staan twee dobbelstenen, op de achterkant een speeltafel. De hoes is aangevuld met foto's van de band en informatie over de band en medewerkers (credits). Bij de herziene versie van het album (2015) zijn veel extra foto's en teksten toegevoegd.

## Ontvangst
Het album behaalde in de Amerikaanse Album Billboard 200 de derde plaats en ontving daarvoor driemaal platina. In het Verenigd Koninkrijk bereikte het album eveneens de derde plaats. In Nederland bereikte het album nummer 19. De single Good lovin' gone bad haalde als hoogste plek in de Verenigde Staten nummer 36 en in het Verenigd Koninkrijk 31. De single Feel like makin' love behaalde in de Verenigde Staten een nummer 10-notering en in het Verenigd Koninkrijk een nummer 20-notering. In Nederland behaalde geen van beide singles de hitparade.
AllMusic waardeerde dit album met vier sterren (maximaal vijf). Het album stond op nummer 80 van de bestverkochte albums van de jaren zeventig. In de jaarlijst 1975 van OOR stond dit album op nummer 140. Feel like makin' love stond in december 2017 op nummer 1722 in de Top 2000 van NPO Radio 2.